# Famicom
Famicom (japanska: ファミコン?, Famikon), är en japansk TV-spelskonsol. Produkten lanserades, i en något reviderad version, som Nintendo Entertainment System (NES) i väst. Konsolen gavs ut i Japan den 15 juli 1983. Hårdvaran i de båda konsolerna är i grund och botten samma, men de skiljer sig åt på en del punkter, bland annat till utseendet och kassettformatet.

## Basenhet
Basenheten var i huvudsak teknologiskt identisk med NTSC-versionen av NES, men ett flertal inre och yttre egenskaper var annorlunda.

## Handkontroller
Handkontrollerna var hårdkopplade till maskinen och kunde således inte bytas ut. Den ena handkontrollen saknade "Start"- och "Select"-knapp men hade istället ett volymreglage. Den andra handkontrollen hade dessutom en mikrofon. Denna funktion användes i Famicom-versionen av Zelda där vissa monster kunde "ropas ihjäl".

## Kassetter
Famicoms grundsystem använde 60-pins spelkassetter som var betydligt mindre än de till NES. Spelen laddades in via en slot i toppen på samma sätt som till exempel SNES. På Famicom-kassetterna fanns två pins som möjliggjorde att ett spel kunde inkludera egen ljud-hårdvara, denna funktion togs bort på NES.

## Famicom Disk System
Family Computer Disk System (ファミリーコンピュータ ディスクシステム Famirii Konpyuuta Disuku Shisutemu?), officiellt förkortat "FDS", var en diskettbaserad expansion till Famicom. Den släpptes den 21 februari 1986 av Nintendo och bara i Japan.

## Övriga tillbehör
Famicom fick en serie tillbehör som aldrig släpptes till NES. I urval:
- Family Basic - en implementering av BASIC för Famicom. Användare kunde bland annat programmera egna spel.
- Famicom Data Recorder - en kassettbandspelare liknande den till C64, möjliggjorde bland annat att spara program skrivna i Family Basic och banor skapade i spel som Excitebike.

## Galleri

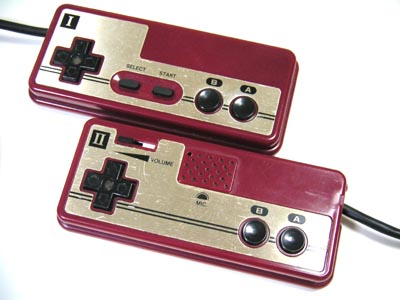
Famicoms kontroller med beskrivna detaljer synliga.
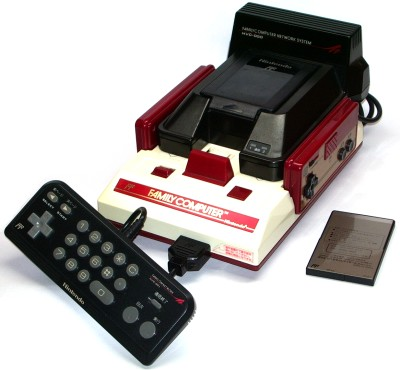
Famicom Network System.
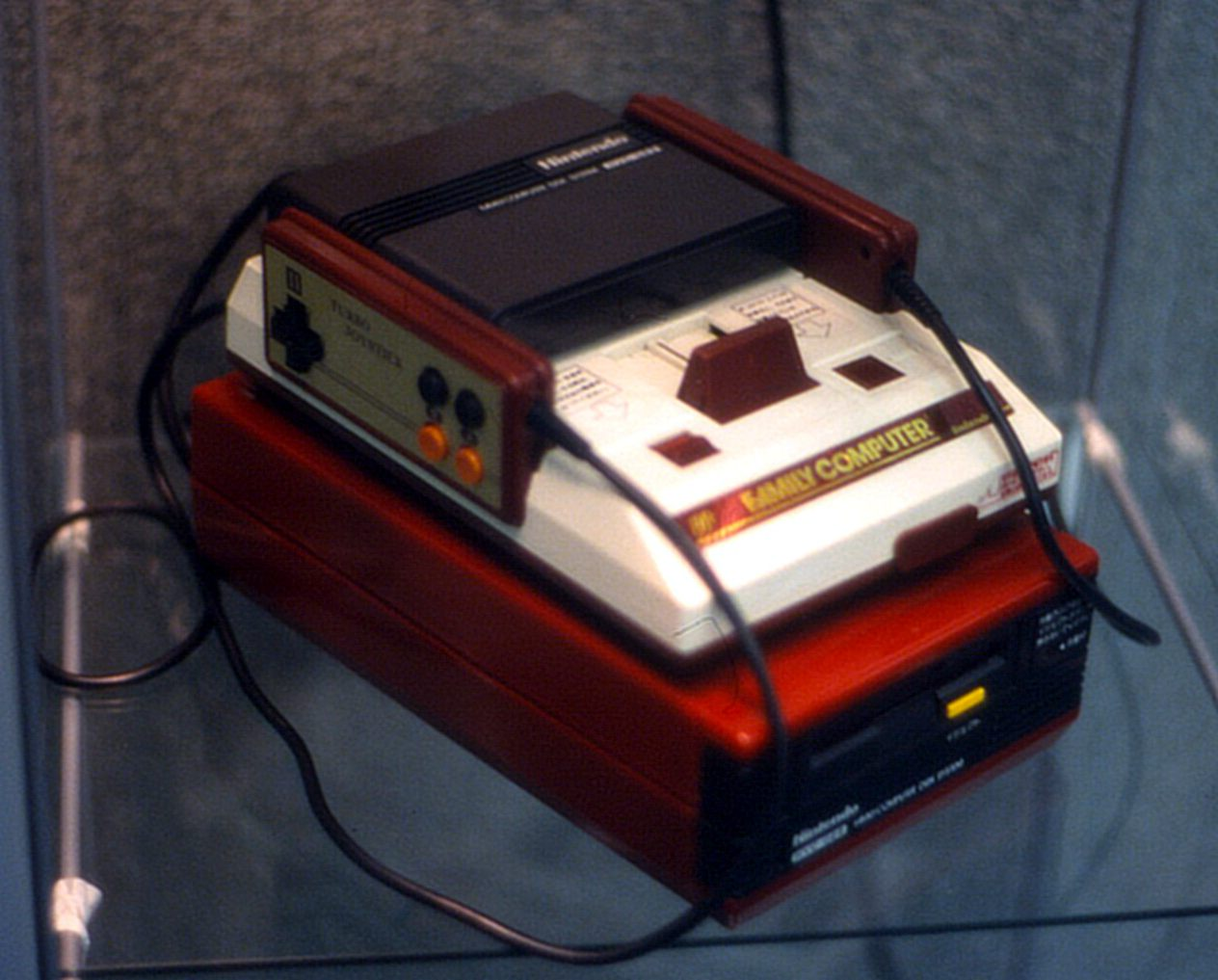
Ett Famicom Disk System installerat på en Famicom.

### Fotnoter
1. ↑  ”Famicom fyller trettio år idag”. Feber. 15 juli 1983. http://feber.se/spel/art/276818/famicom_fyller_trettio_r_idag/. Läst 24 maj 2017.